# Lasius gebaueri
Lasius gebaueri är en myrart som beskrevs av Seifert 1992. Lasius gebaueri ingår i släktet Lasius och familjen myror. Inga underarter finns listade i Catalogue of Life.